# میک‌تک
میک‌تک، یک سیستم حروف‌چینی برای سیستم عامل ویندوز است که توسط کریستین اسکینک توسعه داده می‌شود. این سیستم، شامل تجهیزاتی از ‌تک و مجموعه‌ای از برنامه‌های مربوطه است. میک‌تک، ابزارهای لازم برای آماده کردن اسناد با استفاده از تک/لاتک و همچنین، یک ویرایش‌گر ساده تک، به نام تک‌ورکس را در اختیار کاربر قرار می‌دهد.
از امکانات قابل توجه میک‌تک، می‌توان به بروزرسانی خود از طریق دانلود ورژن‌های جدید اجزا، قسمت‌ها و بسته‌های از پیش نصب شده و همچنین ساده بودن فرایند نصب، اشاره کرد. به علاوه، این نرم‌افزار می‌تواند از کاربر بپرسد که آیا مایل است بسته‌های نصب نشده‌ای که برای سند جاری، لازم هستند را دانلود کند یا خیر.
ورژن کنونی میک‌تک، ۲.۹ بوده و به طور رایگان از طریق وب‌سایت میک‌تک، قابل دسترسی است. از ورژن ۲.۷ به بعد، میک‌تک از زی‌تک، متاپست، پی‌دی‌اف‌تک و همچنین از ویندوز ۷ پشتیبانی می‌کند. همچنین، از ورژن ۲.۷ به بعد، بسته زی‌پرشین که یک بسته برای حروف‌چینی پارسی آسان با لاتک است، نیز به جمع دیگر بسته‌های میک‌تک، پیوسته است.